# Evan Ramos
Evan Amadour Ramos (ur. 3 kwietnia 1995) – portorykański zapaśnik walczący w stylu wolnym. Zajął piąte miejsce na igrzyskach panamerykańskich w 2019. Brązowy medalista mistrzostw panamerykańskich w 2019 roku.
Zawodnik Hawthorne High School z Hawthorne i Shippensburg University of Pennsylvania. Dwa razy All-American w NCAA Division II (2017,2018). Zajął czwarte miejsce w 2018 i piąte miejsce w 2017 roku.
Jest bratem bliźniakiem zapaśnika Ethana Ramosa.